# Dampremy
Dampremy is een deelgemeente van de Waalse stad Charleroi. Dampremy was een zelfstandige gemeente, tot die bij de gemeentelijke herindeling van 1977 toegevoegd werd aan de gemeente Charleroi.

## Bezienswaardigheden
- De Sint-Remigiuskerk (Église Saint-Rémy) is een modern kerkgebouw van 1979, gebouwd nadat de voorganger, een neoromaans bouwwerk van 1870, ongeschikt werd voor de eredienst ten gevolge van mijnschade en in 1981-1982 moest worden gesloopt.
- De Protestantse kerk (Église évangélique) is een sober kerkgebouw van 1938.
- De Sint-Ghislenuskapel (Chapelle Saint-Ghislain) is een kapel, gebouwd in het koor van de allereerste Sint-Remigiuskerk van 1600, in gotische stijl.
- Het Château Passelecq is woning voor de directeur van de Charbonnage de Sacré-Madame, gebouwd in 1870.

## Natuur en landschap
Dampremy ligt aan de Sambre en aan het Kanaal Charleroi-Brussel dat hier in de Sambre vloeit. De plaats maakt deel uit van de agglomeratie van Charleroi en is sterk verstedelijkt. De hoogte aan de kerk bedraagt 129 meter.

## Economie
Steenkool werd vanouds aan de oppervlakte gewonnen. In 1838 werd de Société Anonyme des Charbonnages de Sacré-Madame opgericht en deze ging de steenkool op industriële schaal winnen. De mijnen werden uiteindelijk gesloten maar enkele mijnterrils zijn nog te vinden.
De glasindustrie was ook belangrijk. Émile Fourcault stichtte kort na 1904 de Société des Verreries de Dampremy.
De metallurgische industrie omvatte smederijen, walserijen en hoogovens onder namen als La Providence en La Nouvelle Providence. Onder meer profielstaal werd door de walserijen geproduceerd.

## Demografische ontwikkeling
- Bronnen:NIS, Opm:1831 tot en met 1970=volkstellingen, 1976= inwoneraantal op 31 december

## Cultuur

### Waalse cultuur
- André Gautitiaubois was in Dampremy geboren. Hij is een Waalstalige schrijver en liedjesschrijver.
- Claudine Mahy woonde in Dampremy vóór haar overlijden in 2017.

### Religie
De naam Dampremy komt van Sint-Rémy. Sint-Rémy is ook de naam van de plaatselijke ducasse die van het eind van september tot het begin van october gebeurt. De katholieke kerk van dit dorp is ook Sint-Rémy genoemd.

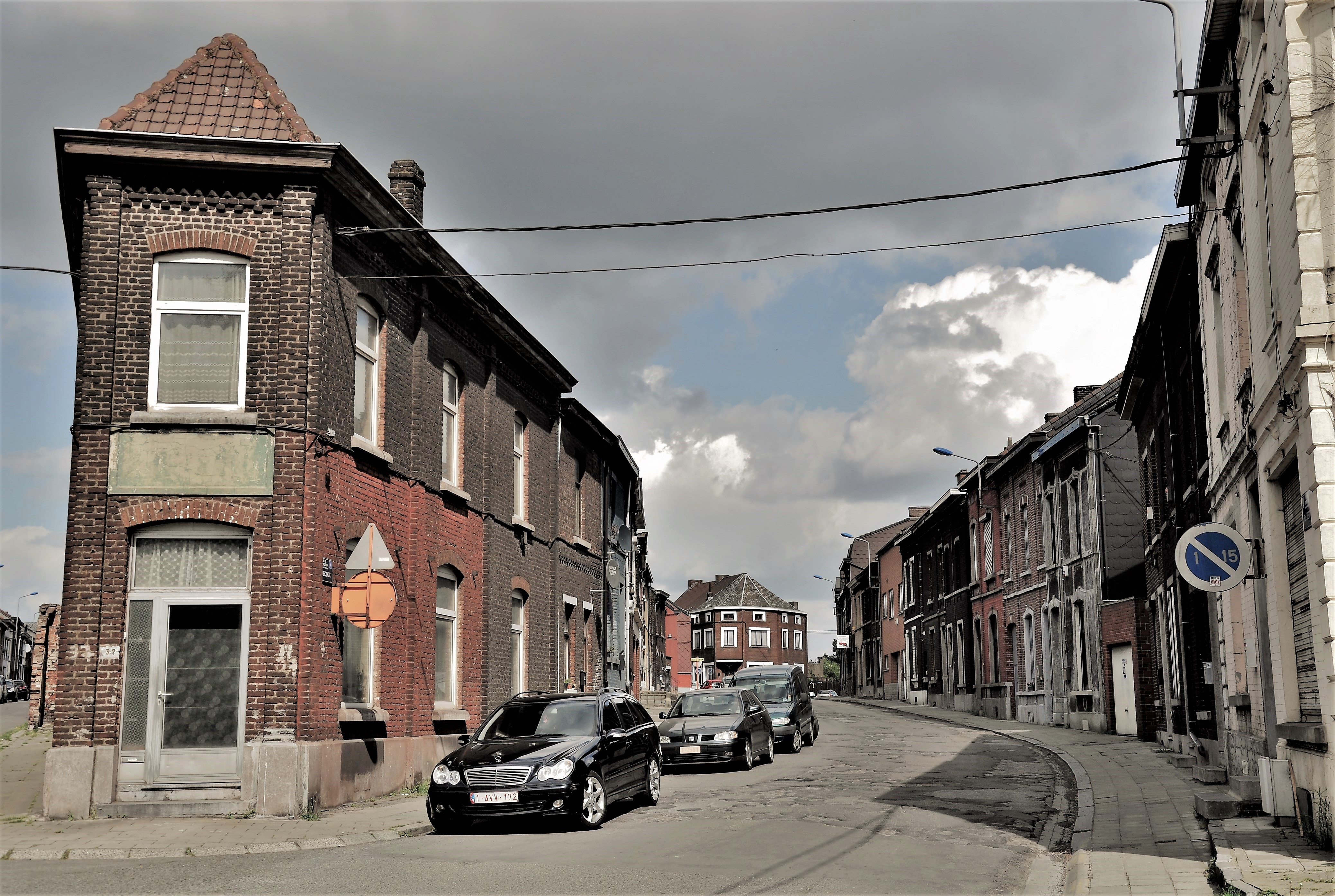
De Arthur Decoux-straat
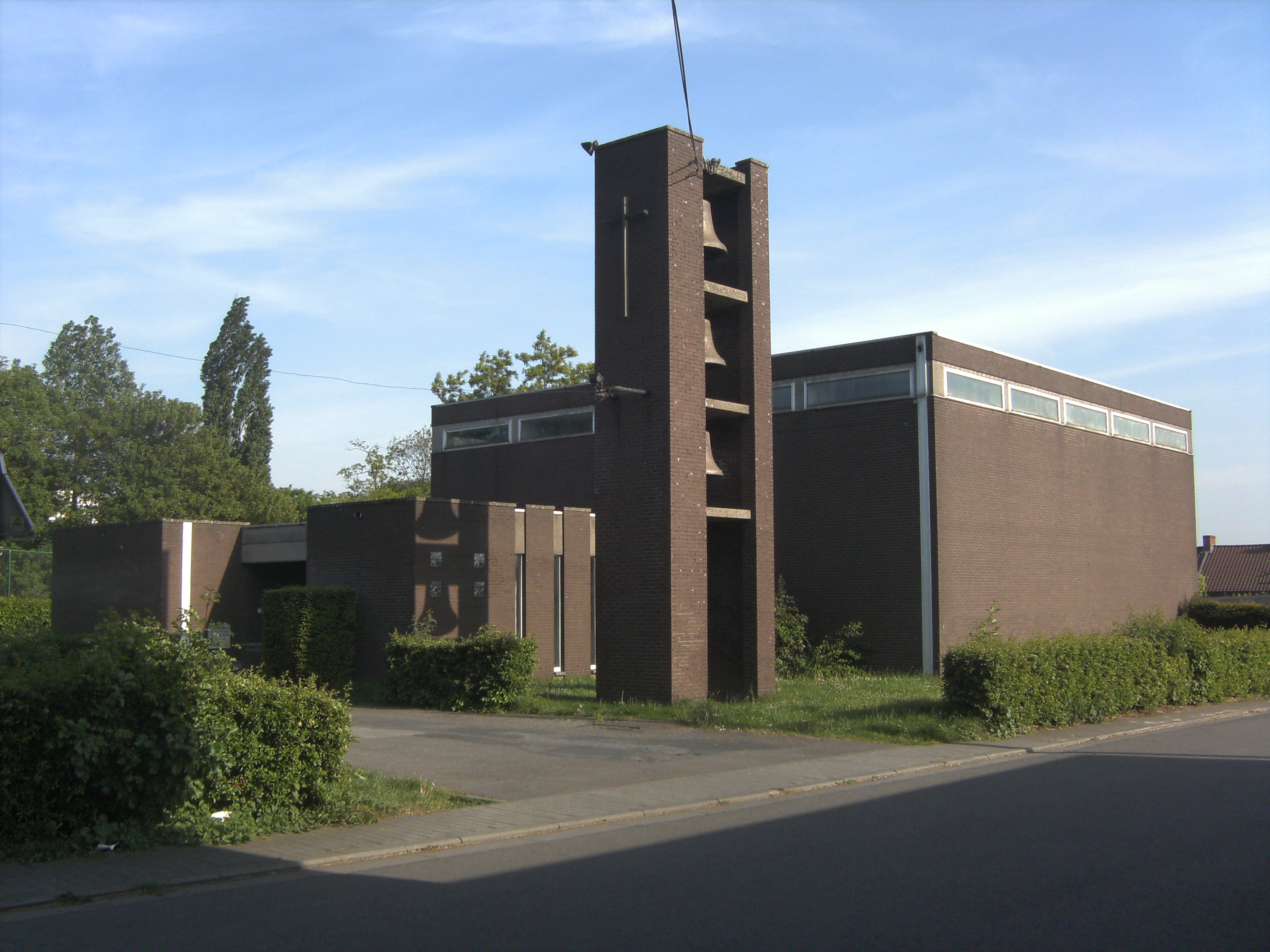
De Sint-Remy kerk
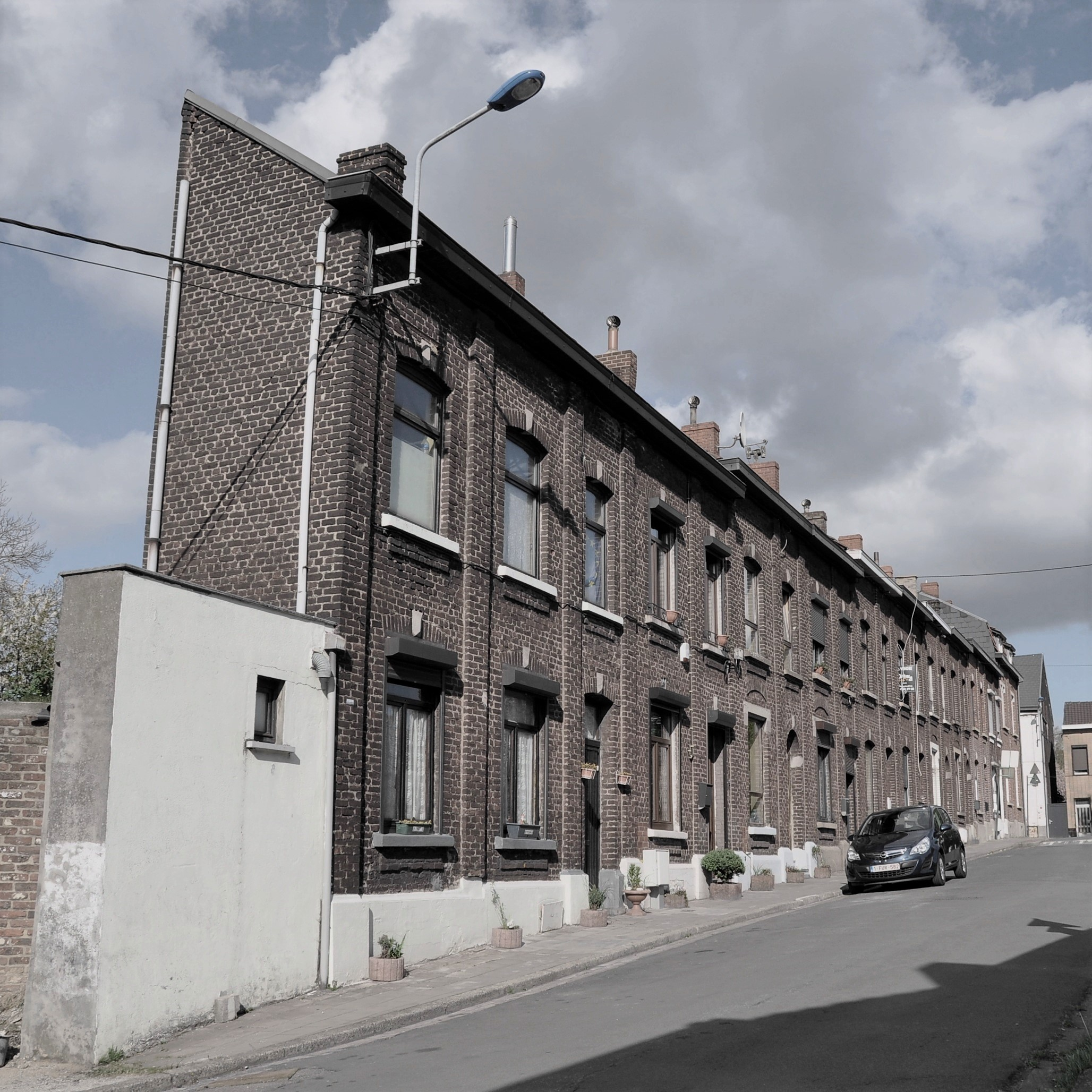
De Pirennestraat

## Nabijgelegen kernen
Charleroi, Marchienne-au-Pont, Monceau-sur-Sambre, Lodelinsart